# Gianguido Milanesi
Gianguido Milanesi (Milano, 26 gennaio 1935 – Milano, 27 marzo 2023) è stato uno schermidore italiano, specializzato nel fioretto.

## Biografia
Nato a Milano nel 1935, gareggiava nel fioretto, tesserato per la SS Cassa di Risparmio della sua città.
A 29 anni partecipò ai Giochi olimpici di Tokyo 1964, nel fioretto a squadre, insieme a Mario Curletto, Nicola Granieri, Pasquale La Ragione e Arcangelo Pinelli, passando la fase a gironi da secondo dietro alla Polonia, poi argento (successi per 9-7 sulla Gran Bretagna senza la sua presenza in pedana e 13-3 contro l'Australia, con quattro sue vittorie individuali); uscendo però ai quarti di finale contro la Francia, poi bronzo (vincitrice per 9-5 senza vittorie individuali), e perdendo anche le semifinali per il quinto posto, 9-5 con la Germania con una vittoria individuale.
In carriera partecipò anche alle prime Universiadi, Torino 1959 (ottavo nel fioretto) e ai Mondiali giovanili di Lussemburgo 1956 (settimo nel fioretto).
Dopo il ritiro svolse la professione di ingegnere.
Morì nel 2023, a 88 anni.